# Fabrizio Roca
Fabrizio Fernando Roca Reyes (Lima, Perú, 20 de marzo de 2002) es un futbolista peruano. Juega como delantero centro y su equipo es el Asociación Club Deportivo Juan Pablo II College de la Liga 1. 

## Trayectoria
Roca se inició en las divisiones inferiores de la Academia Deportiva Cantolao. 
En 2020 fue traspasado al equipo de reserva de Deportivo Llacuabamba, equipo que disputaba el torneo de Primera División, por lo que logró tener minutos con el primer equipo y así debutar profesionalmente ese año. 
En la temporada 2021 probó suerte en Comerciantes Unidos, sin embargo no logró jugar con el equipo principal y fue relegado a la reserva, donde tuvo gratas impresiones. 
A inicios de 2022 lo recluta el Sport Boys Association y debutó el 17 de julio en el encuentro ante Alianza Lima por la jordana 4 del Torneo Apertura. Su debut goleador fue ante Sporting Cristal, aquel encuentro terminó en la derrota de su equipo por 5-3. 
A través de las fechas, Roca se convirtió en titular indiscutible y hoy en día es el actual goleador del equipo rosado con nueve anotaciones, siendo este uno de los mayores prospectos del conjunto de la Misilera en los últimos años. 
El 2 de noviembre extendió su vínculo contractual con el Sport Boys Association hasta 2025. 

## Selección nacional
El 9 de octubre de 2022, fue convocado a la selección peruana por el director técnico Juan Reynoso para enfrentar los partidos de eliminatorias ante Chile y Argentina, sin embargo no logró tener minutos. 

## Estadísticas
Actualizado el 22 de mayo de 2024.
| Club                  | País          | Año           | Partidos | Goles | Asist. | Prom. |
| --------------------- | ------------- | ------------- | -------- | ----- | ------ | ----- |
| Deportivo Llacuabamba | Perú          | 2020          | 2        | 0     | 0      | 0     |
| Comerciantes II       | Perú          | 2021          | -        | -     | -      | -     |
| Sport Boys            | Perú          | 2022-         | 54       | 11    | 4      | 0.20  |
| Juaan Pablo \|\|      | Perú          |               |          |       |        |       |
| Total carrera         | Total carrera | Total carrera | 50       | 11    | 4      | 0.20  |